# Brighter Days
"Brighter Days" (estilizado em caixa baixa) é uma canção de música eletrônica do produtor musical neerlandês San Holo com participação especial do cantor inglês Bipolar Sunshine, lançada através da Bitbird em 31 de agosto de 2020 como o terceiro single de seu álbum de estreia, Album1. A canção foi escrita e gravada em dois dias num Airbnb de Holo no início de 2018. Após seu lançamento, o artista tocou versões ao vivo e lançou uma versão acapella, bem como um vídeo lírico contendo cenas da produção do single. Em geral, a canção foi avaliada positivamente, recebendo elogios principalmente pelas vocais, chegando a atingir a posição 49 na Dance/Electronic Songs.

## Produção e lançamento
A primeira vez que conheci Bipolar Sunshine tínhamos  [sic] um estúdio montado na cozinha de um Airbnb. Ele veio até a nossa casa e começamos a escrever no sofá e lá fora, onde quer que fosse, tomamos um café... foi muito natural escrever músicas com ele, estávamos muito na mesma sintonia com relação às letras. Sempre gostei da canção que ele fez para o DJ Snake, "Middle". Eu realmente amo sua composição e sua voz, adoro o fato de que sua voz não é tão perfeita e tem algumas arestas. Você pode ouvir autenticamente que na gravação também, os versos não são perfeitos, não são perfeitamente polidos, mas soa muito único e muito parecido com ele.

—Holo sobre Bipolar Sunshine.
San Holo escreveu "Brighter Days" com Bipolar Sunshine na cozinha de seu Airbnb, uma semana após encontrá-lo no festival Coachella. Holo utilizou uma pequena melodia antiga, que foi repetida até uma boa melodia vocal ser encontrada; Holo disse que "Assim que descobrimos essa melodia, a letra veio com bastante facilidade e estávamos totalmente na mesma página em termos de direção e gosto." Para o drop, Holo cortou algumas das partes vocais de Sunshine em uma melodia e passou-as por um Roland Space Echo, um delay analógico de fita, enquanto tocava com o motor da fita. A canção foi escrita e gravada em dois dias, apesar de Holo ter trabalhado por "semanas, e semanas, e semanas" no drop. Ele disse que "'Brighter Days' é um bom exemplo de uma música que aconteceu tão organicamente..." e que "[...] a composição da música em si pareceu muito orgânica".
No dia 27 de agosto, Holo anunciou em seu Twitter a data de lançamento da canção, que seria através da Bitbird. A canção foi lançada no dia 31 de agosto de 2018 como o terceiro single de seu álbum de estreia, Album1. No mesmo dia, Holo tocou uma versão ao vivo no festival de música eletrônica de Nova Iorque Electric Zoo. No dia 6 do mês seguinte, ele tocou uma versão ao vivo na TV, no 3FM Awards. No mesmo dia, ele lançou um video lírico oficial para o single, que contém cenas da produção deste em tempo real. Uma versão acapella (sem instrumental) foi divulgada em 17 de novembro. A canção foi remixada pelo produtor musical Atmozfears para o álbum de remixes de Album1, Album1 (A Lot Of Remixes).

## Recepção
Em geral, a canção foi bem recebida. As vocais de Bipolar Sunshine foram elogiadas; Matthew Meadow, do site Your EDM disse que as vocais foram perfeitas para o single, "emitindo notas doces que apresentam um tom esperançoso e um pouco sombrio (como seu nome Bipolar Sunshine pode sugerir)." Similarmente, Asher Norris, da Dancing Astronaut, disse que "Sua voz é o coadjuvante perfeito para a produção vibrante e descontraída de San Holo". Escrevendo para o Ones to Watch, Maxamillion Polo disse que "A vibração de 'brighter days' em grande parte não existiria com o mesmo efeito sem os estilos vocais de Bipolar Sunshine. Há uma sensação crua de ternura que transparece em cada letra cantada que quase parece envolver o ouvinte em um cobertor figurativo." As vocais foram chamadas de "emocionais" por Langston Thomas, do This Song Is Sick.
Norris notou que "Brighter Days" era diferente das canções anteriores do produtor, que tinham drops mais "explosivos" e influenciados do trap. Thomas declarou que "[...] San pegou todos os elementos que amamos de suas faixas de trap melódicas pesadas do passado e as transformaram em algo verdadeiramente especial." Grace Backer, do EDM Identity, disse que "[...] não poderíamos estar mais impressionados com esta faixa absolutamente incrível repleta de influências de pop, rock e eletrônica". Polo declarou que "'Brighter Days' atrai o talento vocal de Manchester, Bipolar Sunshine, para uma fusão efervescente de música eletrônica e pop que provavelmente ainda estará sendo repetida no verão de 2019." Vivian Lin, da Earmilk, declarou que o single é "uma obra-prima requintada de batidas de dança contagiantes combinada com os cantos esperançosos de Bipolar Sunshine".

## Créditos
Créditos de "Brighter Days" adaptados do Spotify.
- Sander van Dijck — intérprete (como San Holo), produtor, escritor
- Adio Marchant — intérprete (como Bipolar Sunshine), escritor

## Posições nas tabelas musicais
| Tabela (2018)                                     | Posição de pico |
| ------------------------------------------------- | --------------- |
| Estados Unidos (Billboard Dance/Electronic Songs) | 49              |